# 宮廷の泪・山河の恋
『宮廷の泪・山河の恋』（きゅうていのなみだ さんがのこい、原題：山河恋・美人无泪）は、2012年の中華人民共和国のテレビドラマ。全36話。

## 概要
『美人心計〜一人の妃と二人の皇帝〜（原題：美人心計）』、『則天武后〜美しき謀りの妃〜（原題：唐宮美人天下）』に続く美人シリーズの第3作目。清朝建国時代の後宮を舞台に起こった、愛憎劇を描く中国・歴史ドラマ。

## あらすじ
明代末期、北方で勢力を拡大するヌルハチ率いる後金と明との間で、天下を賭けての攻防が繰り広げられていた。そんな中、モンゴルの一部族であるホルチン部は後金の傘下に入るため、首長の妹・哲哲をヌルハチの息子ホンタイジに嫁がせることが決まる。
婚礼の前日、花嫁道具を馬車で運んだいた首長の娘・玉児と、玉児の異母姉・海蘭珠はホンタイジと運命の出会いをする。
その後、天下統一をなしえぬままヌルハチは死去する。後継者には第四子のホンタイジか第十四子のドルゴンが有力だったが、ヌルハチの最後を看取った玉児の証言により、ホンタイジが後金のハンを継承することになる。

## スタッフ
- プロデューサー：ユー・ジョン
- 監督：リャン・ションチュアン、リン・ユーフェン

## 主題歌
- 無涙（オープニング）
歌：ユエン・シャンシャン、ハン・ドン
- 承諾（エンディング）
歌：ユエン・シャンシャン

## 登場人物・出演者
| 登場人物                 | 出演者               |
| ------------------------ | -------------------- |
| 玉児（ユアル）           | ユエン・シャンシャン |
| ホンタイジ               | ハウィック・ラウ     |
| ドルゴン                 | ハン・ドン           |
| 海蘭珠（ハイランチュウ） | チャン・モン         |
| 哲哲（ジャジャ）         | エイダ・チョイ       |
| 寨桑（チャイサン）       | ウォン・マンフウ     |
| 賽琦雅（サイチーヤー）   | ワン・リン           |
| 呉克善（ウクシャン）     | 劉恩佑               |
| 小玉児（シャオユアル）   | ドン・シャ           |
| ドド（多鐸）             | チャン・ティエンヤン |
| 娜木鍾（ナムチョン）     | チョウ・ムーイン     |
| 蘇麻（スマ）             | 喬紫荷               |
| フリン                   | 呉俊余               |
| 宛寧（イェンネイ）       | 張雪迎               |
| 静児（チンジ）           | 董慧                 |

## 各話タイトル
| 話数          | タイトル                     |
| ------------- | ---------------------------- |
| 第1話         | 鷹の英雄                     |
| 第2話         | 後継者の座                   |
| 第3話         | 草原の勇士                   |
| 第4話         | 決死の救出劇                 |
| 第5話         | 天下の母                     |
| 第6話         | 夢がかなった日               |
| 第7話         | 母への誓い                   |
| 第8話         | 海蘭花の謎                   |
| 第9話         | 復讐の始まり                 |
| 第10話        | 疑惑の妊娠                   |
| 第11話        | 腕輪の秘密                   |
| 第12話        | かなわぬ想い                 |
| 第13話        | 愛への失望                   |
| 第14話        | ひと晩だけの君               |
| 第15話        | 不敵な寡婦                   |
| 第16話        | 心は偽れない                 |
| 第17話        | 使者の死                     |
| 第18話        | 運命の審判                   |
| 第19話        | 瑞獣（ずいじゅう）の秘薬     |
| 第20話        | 辮髪（べんぱつ）に込める想い |
| 第21話        | 女たちの駆け引き             |
| 第22話        | 形勢逆転                     |
| 第23話        | 決死の賭け                   |
| 第24話        | 愚か者の最期                 |
| 第25話        | 皇后の座                     |
| 第26話        | 嵐の終わり                   |
| 第27話        | 草原の花、散る               |
| 第28話        | 失った記憶                   |
| 第29話        | 鏡の中の花                   |
| 第30話        | 新帝誕生                     |
| 第31話        | 謎の美しき少年               |
| 第32話        | 愛を懸けた勝負               |
| 第33話        | 先帝の狙い                   |
| 第34話        | 来世ではきっと…              |
| 第35話        | 悲しき皇后                   |
| 第36話 最終集 | 次の時代へ                   |

## DVD
- 日本版 『宮廷の泪・山河の恋』DVD-BOX計3組

発売元：「宮廷の泪・山河の恋」製作委員会、販売元：アミューズソフト